# 1441

## Събития
- Основан е Кингс Колидж в Кеймбридж, Англия от крал Хенри VI.
- Италианският град Равена е завладян от Венецианците.
- В мексиканския град Маяпан избухва въстание начело с Ах Шупан от знатния род Шиу.
- Нуньо Триштан открива западното крайбрежие на Африка.
- Лудвиг VIII се жени в Инголщат за Маргарете Бранденбургска.
- Стогодишната война: Французите успяват да си върнат Шампан, завладян от англичаните.
- Град Ечмиадзин отново става резиденция на главата на Арменската апостолическа църква.
- Алфонсо V Великодушни успява да превземи Неапол след 5-месечна обсада.
- 29 януари – Улрих V се жени за Маргарета от Клеве в Щутгарт.
- 13 септември – Кристофър Баварски е коронован за Крал на Швеция в Успала.
- 25 октомври – Франческо I Сфорца се жени за Бианка Мария Висконте.

## Родени
- Анна от Насау-Диленбург, немска дукеса († 1513 г.)
- Антонио де Небриха, испански филолог († 1522 г.)
- Антонио Палавичини, италиански кардинал († 1507 г.)
- Боярдо Матео Мариа, италиански поет († 1494 г.)
- Джовани Аурелио Аугурели, италиански поет († 1524 г.)
- Ле Нян Тонг, виетнамски император († 1459 г.)
- Магнус II Мекленбургски, херцог на Макленбург († 1503 г.)
- Мартин Пинсон, испански мореплавател († 1493 г.)
- Педро Арбуес, испански свещеник († 1485 г.)
- Феликс Фабер, доменикански монах († 1502 г.)
- Франсиско де Борха, испански кардинал († 1511 г.)
- 9 февруари – Алишер Навои, тюркски поет († 1501 г.)
- 24 март – Ернст, саксонски херцог († 1486 г.)
- 25 юни – Федерико I Гонзага, херцог на Мантуа († 1519 г.)
- 11 ноември – Шарлота Савойска, френска кралица († 1483 г.)
- 22 ноември – Юрий Василиевич, руски княз († 1473 г.)

## Починали
- Матаиса Кантакузина Палеологина, византийска принцеса (* ? г.)
- 5 януари – Жан II Люксембургски, тевтонски рицар (* 1392 г.)
- 9 януари – Паул фон Русдорф, тевтонски рицар (* ок. 1385 г.)
- 8 март – Маргарете Бургундска, дукеса на Бавария (* 1374 г.)
- 1 април – Бранш I Наварска, кралица на Навара (* 1387 г.)
- 14 юни – Корадо III Тринци, господар на Фолиньо (* ? г.)
- 9 юли – Ян ван Ейк, фламандски художник (* ок. 1390 г.)
- 12 юли – Ашикага Йошинори, японски самурай (* 1394 г.)
- 24 октомври – Адолф, баварски херцог (* 1434 г.)
- 27 октомври – Марджъри Джормейн, англичанка, обвинена в магьосничество (* 1415 г.)
- 26 декември – Николо III д’Есте, италиански аристократ (* 1383 г.)
- 27 декември – Якопо II Апиани, италиански аристократ (* 1400 г.)